# Grzegorz Rejchtman
 (février 2022).
Grzegorz Rejchtman (né en 1970) est un auteur suédois de jeux de société.
C'est le créateur du jeu Tuki sorti dans l'année 2019 ! Un jeu de briques dans lequel il faut avoir de l'équilibre.

## Ludographie

### Seul auteur
- Pi mal Daumen, 1999, Kosmos
- Kuddelmuddel, 2000, Klee
- Expédition Pyramide / Ubongo, 2004, University Games / Kosmos

### AvecDan Glimne
- Moderne Zeiten, 2002, Jumbo